# The Fourth Legacy
The Fourth Legacy è il quarto disco del gruppo power metal statunitense Kamelot, pubblicato nel settembre 1999.

## Tracce
1. New Allegiance – 0:54
2. Fourth Legacy – 4:55
3. Silent Goddess – 4:15
4. Desert Reign – 1:39
5. Nights of Arabia – 5:26
6. Shadow of Uther – 4:45
7. Sailorman's Hymn – 4:05
8. Alexandria – 3:53
9. Inquisitor – 4:35
10. Glory – 3:42
11. Until Kingdom Come – 4:11
12. Lunar Sanctum – 5:59

## Formazione
- Roy Khan - voce
- Thomas Youngblood - chitarra
- Glenn Barry - basso
- Casey Grillo - batteria